# Perversion (Roman)
Perversion (ukrainisch Перверзiя) ist ein im Jahr 1996 erschienener Roman des ukrainischen Übersetzers, Dichters und Schriftstellers Jurij Andruchowytsch. Er beschreibt die Geschichte des Dichters und Künstlers Stanislaw Perfezki, der nach einer wissenschaftlichen Konferenz in Venedig in die Intrigen und Exzesse des Bohemienlebens gerät.
Der Roman berührt die Thematik der Selbstfindung eines Menschen aus dem Osten in der heutigen Realität des westlichen Lebens.

## Handlung
Der Roman spielt im heutigen, modernen und geheimnisvollen Venedig. Protagonist ist Stanislaw Perfezki, ein Dichter, Künstler, Provokateur und Held der ukrainischen Untergrundbewegung.
Er wird zu einem Symposium zum Thema „Postkarnevalistischer Irrsinn der Welt – was dräut am Horizont?“ nach Venedig als Referent eingeladen und beginnt somit seine Reise nach Europa. Allerdings hält ihn das Schicksal auf seinem Weg noch in Polen, Österreich und Deutschland fest – und überall erlebt der Held etwas Neues – in  Situationen, in denen er sein Wissen und seinen Charme einsetzen kann.
Auf dem Weg lernt er eine Frau kennen, die als Übersetzerin und wahrscheinlich als Spitzel auf ihn angesetzt wurde. Die Liebe zu Ada zieht sich wie ein roter Faden durch den ganzen Roman.
„Perversion“ endet in Venedig, in einem Hotel am Canal Grande. Nach der Vorlesung Perfezkis wurden nur zwei Schuhe auf dem Fensterbrett seines Zimmers gefunden, seine Leiche dagegen nicht. Die offene Ende zeigt dem Leser nicht, ob Stanislaw gestorben ist.

## Gestaltung
„Perversion“ ist kein Roman in chronologischer Reihenfolge – er ist eher als eine Aufzählung verschiedener Situationen gestaltet. Der Autor zeigt dem Leser Ausschnitte aus dem Leben von Stanislaw Perfezki auf seinem Weg nach Europa – und zwar in Form von tagebuchartigen Einträgen, Diktaten auf dem Diktaphon, Spitzelberichten, Einladungen, Programmheften, Interviews und anderen Fragmenten „unbekannter Herkunft“.
Neben der mysteriösen Geschichte ist die zweite starke Seite des Romans die Sprache – besonderes im ukrainischen Original. Im Stil der Postmoderne ist der Text voller Collagen, Mythen und theatralischer Anspielungen.

## Kritik
„Doch das Besondere ist die Erzählstimme des Autors, die durch alle Tonlagen wandert: eine hinreißende Mischung aus übermütiger Hoffnung und Trauer, aus Fatalismus, überschäumender Begeisterung und trotziger Sehnsucht. Staunend und so liebenswert stur wie Don Quichote irrt unser Orpheusky durch das labyrinthische und stinkende Venedig...“

„Juri Andruchowytsch hat mit Perversion ein Meisterwerk hingelegt. Voll von Anspielungen, erzählerischen Querschüssen und ausufernder Üppigkeit des Stoffs. Ein wundersamer Orgasmus voller Textsorten und Abschweifungen, eine echte Perversion“

„Andruchowytsch spielt mit den Lesern, ihren Erwartungen und Kenntnissen, fordert heraus, verzückt, provoziert und enttäuscht, um gleich wieder von vorn zu beginnen. Man wird hineingesogen in einen Karneval, der alles erlaubt, in dem alles echt ist und auch wieder nicht“